# Benjamin Fisz
Szloma Benjamin Fisz (ur. 4 listopada 1922 w Warszawie, zm. 17 listopada 1989 w Londynie) – polski Żyd, producent filmowy.

## Życiorys
Urodził się 4 listopada 1922 w Warszawie jako Szloma Benjamin Fisz. W 1939 przybył do Anglii. Po wybuchu II wojny światowej wstąpił tam do wojska i brał udział w bitwie o Anglię. Służył w lotnictwie (w Polskich Siłach Powietrznych jako plutonowy pilot-uczeń, zaś w Royal Air Force jako Aircraftman, AC2; nr służbowy 707237).
Po wojnie mieszkał w Londynie i pracował jako producent filmowy. Jego najbardziej znanym dziełem był film Bitwa o Anglię z 1969. Pod koniec życia pracował wraz z Januszem Morgensternem nad projektem filmowym mającym opowiedzieć historię amerykańskich lotników służących w Dywizji Kościuszkowskiej w wojnie z bolszewikami w 1920.
Zmarł nagle 17 listopada 1989 w Londynie.

## Filmografia
- 1955: The Secret – producent
- 1956: Child in the House – producent
- 1957: Hell Drivers – producent
- 1958: Sea Fury – producent
- 1961: On the Fiddle – producent
- 1965: Bohaterowie Telemarku – producent
- 1969: Bitwa o Anglię – producent
- 1969: The Battle for The Battle of Britain (film dokumentalny) – jako on sam
- 1971: Miasto zwane piekłem (ang. A Town Called Bastard) – producent, scenarzysta
- 1972: Pociąg grozy – producent wykonawczy, prezenter (jako Ben Fisz)
- 1973: Czarny Cezar – producent
- 1976: Asy przestworzy – producent
- 1979: Napad (ang. A Nightingale Sang in Berkeley Square) – producent
- 1984: Człowiek zagadka – producent